# Bukówka (Lubawka)
Bukówka (deutsch Buchwald; auch Buchwald b. Liebau) ist ein Ort in der Stadt- und Landgemeinde Lubawka (Liebau) im Powiat Kamiennogórski der Woiwodschaft Niederschlesien in Polen. 

## Geographie
Bukówka liegt an der Wojewodschaftsstraße 369, die von Lubawka nach Kowary verläuft. Nachbarorte sind Paprotki (Städtisch Hartau) und Stara Białka im Norden, Błażkowa (Blasdorf b. Liebau) im Nordosten, Lubawka im Osten, Niedamirów im Südwesten, Opawa im Westen und Miszkowice sowie Jarkowice im Nordwesten. Nordöstlich liegt die Anfang des 20. Jahrhunderts errichtete Bober-Talsperre Jezioro Bukówka. Jenseits der Grenze zu Tschechien, das über den Grenzübergang Lubawka–Královec erreicht wird, liegen Královec im Südosten, Lampertice im Süden und Žacléř im Südwesten. 

## Geschichte

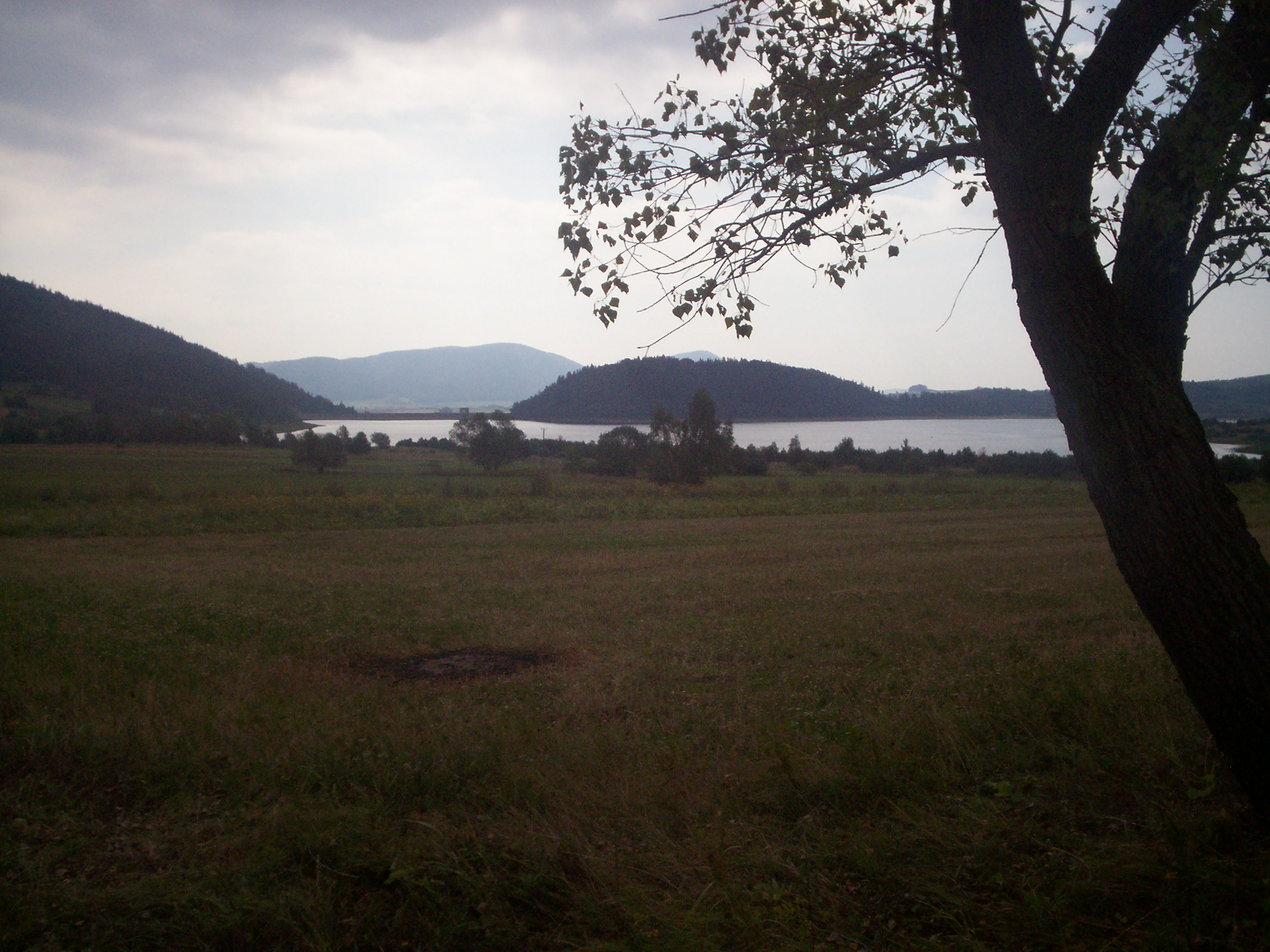
Bober-Talsperre

Das Gebiet um Buchwald gehörte zunächst zu Böhmen und gelangte im 13. Jahrhundert an Herzog Bolko I. Buchwald wurde vermutlich Anfang des 14. Jahrhunderts gegründet und gehörte der Adelsfamilie Seidlitz. Zusammen mit dem Herzogtum Schweidnitz gelangte es 1368 wiederum an die Krone Böhmen. Bis 1378 gehörte es mit Oppau, Tschöpsdorf und Kunzendorf als Witwengut der Marita von Se(i)dlitz, einer Hofmeisterin der Herzogin Agnes. In diesem Jahr verkauften Maritas Söhne Hans Schonevogel und Kuncze Hudner Buchwald und die anderen genannten Ortschaften mit allen Besitztümern und Rechten dem Zisterzienserkloster Grüssau. Zur Bestreitung der Türkensteuer mussten 1558 Buchwald mit Oppau, Kunzendorf und Tschöpsdorf verpfändet werden. Während der Verpfändungsperiode entwickelte sich in den Dörfern das Luthertum. Nach der Rückkehr zum Kloster erfolgte die Rekatholisierung der Bevölkerung.
Nach dem Ersten Schlesischen Krieg fiel Buchwald 1742 zusammen mit Schlesien an Preußen. 1810 wurde das Klostergut säkularisiert. Nach der Neugliederung Preußens 1815 gehörte Buchwald zur Provinz Schlesien und war ab 1816 dem Landkreis Landeshut eingegliedert, mit dem es bis 1945 verbunden blieb. Es bildete eine eigene Landgemeinde und war seit 1874 Sitz des gleichnamigen Amtsbezirks. 1903–1905 wurde nördlich von Buchwald die Bober-Talsperre Buchwald errichtet. 1939 lebten 418 Einwohner in Buchwald.
Als Folge des Zweiten Weltkriegs fiel Buchwald 1945 wie fast ganz Schlesien an Polen und wurde in Bukówka umbenannt. Die deutsche Bevölkerung wurde vertrieben. Die neu angesiedelten Bewohner waren teilweise Zwangsumgesiedelte aus Ostpolen, das an die Sowjetunion gefallen war.
1975–1998 gehörte Bukówka zur Woiwodschaft Jelenia Góra.

## Persönlichkeiten
- Conrad Ansorge (1862–1930), deutscher Pianist, Komponist und Musikpädagoge